# فرانك غراي (سياسي)
فرانك غراي (بالإنجليزية: Frank Gray)‏ هو سياسي بريطاني (وحمل سابقاً جنسية المملكة المتحدة لبريطانيا العظمى وأيرلندا)، ولد في 31 أغسطس 1880، وتوفي في 2 مارس 1935. حزبياً، نشط في الحزب الليبرالي. في الانتخابات العامة في المملكة المتحدة 1922 ‏، انتخب عضو برلمان المملكة المتحدة الـ32 عن دائرة Oxford (UK Parliament constituency) ‏ (15 نوفمبر 1922 – 16 نوفمبر 1923) وفي الانتخابات العامة في المملكة المتحدة 1923 ‏، انتخب عضو برلمان المملكة المتحدة الـ33 عن دائرة Oxford (UK Parliament constituency) ‏ (6 ديسمبر 1923 – 14 مايو 1924).